# Hajo van Lengen
Hajo van Lengen (* 25. April 1940 in Jever; † 4. November 2024 in Aurich) war ein deutscher Historiker. Er war von 1979 bis zu seinem Eintritt in den Ruhestand 2005 Direktor der Ostfriesischen Landschaft mit Sitz in Aurich. Bekannt wurde er vor allem durch zahlreiche Veröffentlichungen insbesondere über die mittelalterliche Geschichte Ostfrieslands.

## Leben
Hajo van Lengen verbrachte seine Kindheit und Jugend im oldenburgischen Jever, entstammt aber einer Familie, deren Wurzeln im Ostfriesischen liegen. Nach der Reifeprüfung immatrikulierte er sich 1960 an der Universität Göttingen und begann mit einem Studium der Geschichte. Bereits im vierten Semester veröffentlichte er im Emder Jahrbuch für historische Landeskunde Ostfrieslands einen Aufsatz zur Geschichte des Namens Ostfriesland im Mittelalter. Als Schüler von Georg Schnath promovierte er dann zum Doktor der Philologie. Thema seiner Dissertationsarbeit war die Geschichte des ostfriesischen Emsigerlandes mit dem besonderen Schwerpunkt des Zeitraumes zwischen dem frühen 13. und dem späten 15. Jahrhundert.
Nach Beendigung seines Studiums trat van Lengen in die Dienste der Ostfriesischen Landschaft und übernahm ab 1970 die Leitung der Landschaftsbibliothek. Am 1. Oktober 1979 erfolgte seine Berufung zum Landschaftsdirektor. Diese Position hatte er bis zu seinem Eintritt in den Ruhestand 2005 inne. Auch über seinen Ruhestand hinaus widmete sich Hajo van Lengen der Erforschung der ostfriesischen Geschichte, was zahlreiche neuere Veröffentlichungen dokumentieren.

## Forschungs- und Arbeitsgebiete
Im besonderen Blickfeld der Forschungsarbeit van Lengens steht das Friesische Mittelalter. Hier galt sein Interesse vor allem dem politischen Wandel, der sich von der Friesischen Freiheit über die Häuptlingsherrschaft hin zur Landesherrschaft vollzog. Auch die städtische Entwicklungsgeschichte der freien friesischen Landgemeinden, die sich – so eine der Thesen van Lengens in diesem Zusammenhang – „deutlich vom sonstigen Städtewesen des deutschen Mittelalters abhebt“, erforsche er ausführlich. Auch die Geschichte des ostfriesischen Burgwesens gehörte zu seinen Forschungsgebieten.
Hajo van Lengens Ziel war es, eine breite Öffentlichkeit mit der friesischen Geschichte bekannt zu machen. Dafür steht unter anderem seine umfangreiche Vortragstätigkeit und die Konzeption von Ausstellungen. Die wohl bekannteste von van Lengen entwickelte Ausstellung fand 2003 statt und stand unter dem Thema: Die Friesische Freiheit des Mittelalters – Leben und Legende.

## Veröffentlichungen in Auswahl
Eine ausführliche Bibliographie findet sich in der Festschrift anlässlich des 65. Geburtstages von Hajo van Lengen.
- als Herausgeber: Zur  Geschichte des Johanniterordens im friesischen Küstenraum und anschließenden Binnenland (= Die blaue Reihe. H. 15). Heimatbund Oldenburger Münsterland, Cloppenburg 2008, ISBN 978-3-9810290-6-2.
- Die Friesische Freiheit des Mittelalters – Leben und Legende. Ostfriesische Landschaftliche Verlags- und Vertriebsgesellschaft, Aurich 2003, ISBN 3-932206-30-4.
- mit Erik Peters und Wolfgang Schwarz: Die Burg der Beninga zu Wirdum. Archäologische Untersuchungen in den Jahren 1999 und 2000 (= Wegweiser zur Vor- und Frühgeschichte Niedersachsens. H. 23). Isensee, Oldenburg 2002, ISBN 3-89598-921-5.
- als Herausgeber: Die „Emder Revolution“ von 1595. Ostfriesische Landschaft, Aurich 1995, ISBN 3-925365-92-3.
- als Herausgeber: Collectanea Frisica. Beiträge zur historischen Landeskunde Ostfrieslands. Walter Deeters zum 65. Geburtstag (= Abhandlungen und Vorträge zur Geschichte Ostfrieslands. Bd. 74). Ostfriesische Landschaft, Aurich 1995, ISBN 3-925365-86-9.
- mit Eckart Krömer und Heino Schmidt: Ostfriesland (= Schriftenreihe der Niedersächsischen Landeszentrale für Politische Bildung. Landschaften Niedersachsens und ihre Probleme 5, ZDB-ID 585200-6). Rautenberg, Leer 1987.
- Stadtbildung in Ostfriesland im Mittelalter und in der frühen Neuzeit. In: Niedersächsisches Jahrbuch für Landesgeschichte. Bd. 52, 1980, ISSN 0078-0561, S. 112–116.
- Geschichte des Emsigerlandes. Vom frühen 13. bis zum späten 15. Jahrhundert. In 2 Teilen (= Abhandlungen und Vorträge zur Geschichte Ostfrieslands. Bd. 53, ISSN 0724-9772). Verlag Ostfriesische Landschaft, Aurich 1973 (Zugleich: Göttingen, Universität, Dissertation, 1969).